# هلگ لیرو باستد
هلگ لیرو باستد (به نروژی: Helge Leiro Baastad) (زاده ۱۹۶۰) کارآفرین، بازرگان و مدیر ارشد اجرایی نروژی است، که در حال حاضر به‌عنوان رئیس هیئت مدیره شرکت ینسیدیه فعالیت می‌کند.